# Gelasma insignipecten
Gelasma insignipecten är en fjärilsart som beskrevs av Louis Beethoven Prout 1928. Gelasma insignipecten ingår i släktet Gelasma och familjen mätare. Inga underarter finns listade i Catalogue of Life.